# Domenico Morfeo
Domenico Morfeo (Pescina, 16 de janeiro de 1976) é um ex-futebolista profissional italiano, que atuava como meio- atacante.

## Carreira
Revelado pela Atalanta, foi promovido aos profissionais do clube em 1993, numa temporada em que o time bergamasco terminou rebaixado da Serie A italiana. Na segunda divisão, se destacou e chegou à seleção italiana, pela qual disputou a Olimpíada de 1996.
Após 83 jogos e 22 gols pela Atalanta, em 1997, foi negociado com a Fiorentina, mas várias contusões atrapalharam seu rendimento. O clube de Florença também passava por graves problemas financeiros e societários e Morfeo reclamava abertamente destas condições, o que o levou a ser emprestado ao Milan. Lá, venceu seu único título nacional, mas fez apenas dez jogos e em seguida foi vendido para o Cagliari, então na Serie B.
A partir daí, passou por Hellas Verona e Internazionale, além de retornos a Atalanta e Fiorentina, antes de chegar ao Parma. Ficou lá por cinco temporadas e tornou-se uma das referências do time, mesmo após a falência da Parmalat. Deixou o Parma em 2008, com 111 jogos e 16 gols. Após anunciar a aposentadoria, ainda passou por Brescia e Cremonesa antes de realmente encerrar a carreira, recusando uma proposta do Pescina, time de sua cidade natal.

## Títulos
Milan
- Campeonato Italiano: 1998-99